# Uroctea compactilis
Uroctea compactilis is een spinnensoort uit de familie der spiraalspinnen (Oecobiidae) die voorkomt in China, Korea en Japan.
De mannetjesspin is grotendeels roodbruin tot donkerrood gekleurd. Het achterlijf is zwart en met wit omzoomd. Het vrouwtje is nog donkerder en heeft een olijfgroen achterlijf met daarop een lichtere omzoming.